# Richard Frodl
Richard Frodl (* 5. November 1921 in Thomigsdorf/Sudetenland; † 21. September 2002) war ein deutscher Offizier, zuletzt Generalleutnant der Bundeswehr. Von 1977 bis 1982 war er Amtschef des Luftwaffenamtes in Köln.

## Leben
Frodl, Sohn eines Beamten, diente in der Luftwaffe der Wehrmacht, unter anderen im Kampfgeschwader 30.
Später trat er der Luftwaffe der Bundeswehr bei. Er war vom 1. Oktober 1963 bis zum 31. März 1969 im Dienstgrad Oberst erster Kommodore des Flugkörpergeschwaders 1 in Landsberg am Lech. Vom 1. Oktober 1970 bis zum 30. September 1972 war er im Dienstgrad Brigadegeneral Kommandeur der Technischen Akademie der Luftwaffe in Neubiberg, die dem Luftwaffenausbildungskommando unterstand und während seiner Kommandeurszeit in Fachhochschule der Luftwaffe umbenannt wurde, nachdem sie am 24. März 1971 die staatliche Anerkennung als private Fachschule mit den Ausbildungseinrichtungen Technik (Fachrichtung Maschinenbau und Elektrotechnik) und Wirtschaft vom Bayerischen Staatsministerium für Unterricht und Kultus erhalten hatte. Im Anschluss war er bis zum 30. September 1977 im Dienstgrad Generalmajor Befehlshaber des Wehrbereichskommandos VI in München und in seiner letzten militärischen Verwendung vom 1. Oktober 1977 bis zum 31. März 1982 Amtschef des Luftwaffenamtes in der Luftwaffenkaserne Wahn, in der er zum Generalleutnant befördert wurde.
Frodl war Mitglied des geschäftsführenden Bundesvorstandes der Sudetendeutschen Landsmannschaft der Muttergottesberg-Stiftung Franz Jentschke und wurde am 27. September 2002 mit militärischen Ehren auf dem Parkfriedhof Ottobrunn beigesetzt.

## Privates
Frodl war verheiratet, katholisch und hatte zwei Söhne.

## Auszeichnungen
Frodl war Träger des Deutschen Kreuzes in Gold. Für seine Verdienste bei der Bundeswehr wurde er mit dem Großen Verdienstkreuzes der Bundesrepublik Deutschland und dem Bayerischen Verdienstorden ausgezeichnet. Ferner erhielt er 1996 das Freundeszeichen der Katholischen Akademie in Bayern.